# Унтубе Н’Синга Уджуу, Жозеф
Жозеф Унтубе Н'Синга Уджуу (фр. Joseph Untube N'singa Udjuu; 29 сентября 1934, Бандунду — 24 февраля 2021) — государственный и политический деятель Демократической Республики Конго. Состоял в Народном движении революции, занимал должность первого государственного комиссара Заира в период с 1981 по 1982 год.

## Биография
В 1966 году стал министром юстиции в правительстве президента Мобуту Сесе Секо и занимал эту должность до 1969 года. Присоединился к Народному движению революции, основанному Мобуту Сесе Секо 17 апреля 1967 года, и был министром внутренних дел между 1969 и 1970 годами.
Как преемник Карл-и-Бонда, Жана Нгузы, стал первым государственным комиссаром 23 апреля 1981 года, что эквивалентно должности премьер-министра. Занимал эту должность до 5 ноября 1982 года, а затем был сменён Леоном Кенго. В 1986 году президент Мобуту Сесе Секо вновь назначил его министром юстиции и он был на этой должности до 1990 года в правительствах Маби Мулумбы, Жюль-Фонтейн Самбва Пида Нбангуи и во втором правительстве Леона Кенго. В третьем правительстве Леона Кенго снова был министром юстиции с 1996 по 1997 год.